# Carlos Briones
Carlos Octavio Briones Olivos (Bulnes, 9 de junio de 1914-Santiago, 19 de enero de 2000) fue un abogado y político chileno, miembro del Partido Socialista (PS), del cual fue su secretario general entre 1985 y 1986. Se desempeñó como ministro del Interior en dos ocasiones en 1973, durante los meses finales del gobierno del presidente Salvador Allende.

## Biografía

### Familia y estudios
Hijo de Mamerto Briones y de Flor Olivos, nació el 9 de junio de 1914, tuvo once hermanos. Se trasladó a Santiago donde estudió derecho en la Universidad de Chile. Siendo joven ingresó al Partido Socialista (PS) y fue muy amigo de Salvador Allende.[cita requerida]
Se casó en 1943 con Hildegard Krassa Pylkoff, profesora y compañera de universidad de Hortensia Bussi Soto (viuda de Salvador Allende). Con su matrimonio dos hijos, Carlos Rodrigo y Ximena Paulina.
Su hijo, Carlos Rodrigo falleció repentinamente el 9 de junio de 2004 en Nueva York, ciudad donde residía desde 1971. Mientras que su viuda, Hildegard Krassa Pylkoff falleció a los 97 años el 16 de enero de 2011.[cita requerida]
Su hija Ximena y su familia han donado a la Academia de la Historia su amplia biblioteca personal principalmente jurídica.[cita requerida]

### Trayectoria política
Fue nombrado por el presidente Jorge Alessandri Rodríguez como Superintendente de Seguridad Social, lo que fue ratificado por el presidente entrante Eduardo Frei Montalva al asumir el poder.
Su amistad con Salvador Allende le llevó a aceptar el puesto de ministro del Interior en julio de 1973. El 7 de agosto de 1973 se le acusó constitucionalmente por «actuaciones ilegales y abusivas cometidas por la fuerza pública» durante un paro de protesta del gremio de los camioneros y por agresión a parlamentarios; la Cámara de Diputados rechazó la acusación el 14 de agosto de 1973 por 48 votos en contra y 21 a favor.
Fue uno de los redactores del discurso que Allende iba a pronunciar el 11 de septiembre de 1973 para llamar a un plebiscito; sin embargo, aquel día tuvo lugar el golpe militar liderado por el general Augusto Pinochet. A diferencia de sus compañeros de partido, Briones fue detenido y puesto con arresto domiciliario hasta su salida voluntaria del país hacia Colombia, donde trabajó para la ONU.
De regreso a Chile en 1979, en una entrevista otorgada a la revista Qué Pasa, hizo notar que, de acuerdo a la Constitución vigente hasta esa fecha, hasta ese momento él sería el «presidente constitucional de Chile».[cita requerida] Esta entrevista causó su exilio, siendo puesto en el primer puesto fronterizo en la provincia de Mendoza, Argentina, desde donde se trasladó acogido por el gobierno de México.

### Últimos años
Regresó al país en 1985 y asumió como secretario general del PS hasta junio de 1986; y fue uno de los fundadores de la Concertación de Partidos por la Democracia, coalición política que llevaría a la presidencia al demócrata cristiano Patricio Aylwin en 1990.
Aquejado por una severa enfermedad, se retiró de la vida pública en 1995. Ricardo Lagos era un frecuente visitante de su casa en Santiago como en Isla Negra.
Falleció el 19 de enero de 2000 acompañado por su esposa e hijos. Su funeral tuvo carácter privado y se realizó en el Cementerio Parque del Recuerdo.